# Lac de Viremont
Le lac de Viremont est un lac d'origine glaciaire situé sur la commune de Légna dans le département français du Jura.

## Présentation
Ce lac, à 656 m d'altitude, d'une superficie de 2 ha, d'une profondeur maximale de 4 m, est situé dans une zone naturelle d'intérêt écologique, faunistique et floristique d'origine glaciaire
.

## Faune et flore
Parmi les espèces déterminantes, on trouve le sonneur à ventre jaune et le bombina variegata protégé.
Ce lac comprend également quelques espèces végétales protégées telles que le glaïeul des marais et la gentiane des marais, des nénuphars de Spenner et l'orchidée ophrys abeille.